# 世界特殊奥林匹克运动会
世界特殊奥林匹克运动会（英語：Special Olympics World Games），简称特奥会（英語：Special Olympics）是由国际奥委会认可的國際特殊奧林匹克組織舉辦的，针对智能障礙参与者的国际体育活动。

## 原则
世界特殊奥林匹克运动会是最主要的特殊奥林匹克活动。它的目标是在全球舞台上展示障礙人士的技能和成就，同时也为观众提供有益的娱乐。世界特奥会的活动超过一周，有成千上万的运动员参加。通过對奥运会的媒体报導，全世界有数百万人可以了解智能障礙人士的故事和成就。
世界特奥会每两年举行一次，夏季和冬季运动会交替举行，其时间表与奥运会和残奥会相似。多达35万名志愿者和教练以及数千名运动员参与这些世界級的运动会。这是一年之中世界上規模最大的体育赛事。
參加特奥的运动员可以参加32项夏季或冬季的奥林匹克比赛。特奥运动员均是智能障礙的成人和儿童，其范围从世界一流的天才运动员到普通运动员到體能有限的运动员。特奥比赛的基本规则是，运动员要根据其能力和年龄进行匹配。这是为了使每项比赛的竞争对运动员和观众都公平。

## 历史
第一届国际特殊奥林匹克夏季运动会于1968年在美国伊利诺伊州芝加哥举办，而第一届国际特殊奥林匹克冬季运动会于1977年2月在美国科罗拉多州斯廷博特斯普林斯举行。1991年，该运动会的名称正式从国际特殊奥林匹克夏季/冬季运动会更改为特殊奥林匹克世界夏季/冬季运动会。
2011年特奥世界夏季运动会于6月25日至7月4日在希腊雅典举行，来自170个国家/地区的6,000名智能障礙运动员参加了比赛。
2013年特奥世界冬季运动会于1月29日至2月5日在韩国平昌举行。主办城市计划于2013年1月26日开始实施比賽。在该计划中，人们的家庭接待来自世界各地的特奥运动员，以帮助他们适应主办国和当地习俗。
2015年世界夏季特殊奥林匹克运动会是1999年美国北卡罗来纳州罗利市举行夏季奥运会后16年来在美国举行的第一届世界特殊奥林匹克夏季运动会。
2017年世界特殊奥林匹克冬季运动会在奥地利施蒂里亚州格拉茨和斯拉德明举行。奥地利的萨尔茨堡和施拉德明曾在1993年举办了第五届世界冬季特殊奥林匹克运动会。这是在美国以外举行的第一届世界特殊奥林匹克运动会。该运动会于2017年3月14日至25日举行。
2019年世界特殊奥林匹克夏季运动会于2019年3月14日至21日在阿拉伯联合酋长国阿布扎比举行。这是在中东/北非地区举行的第一届世界特殊奥林匹克运动会。比赛共包含了24项运动。
瑞典的奥勒和厄斯特松德计划将于2021年2月2至13日举办2021世界特殊奥林匹克冬季运动会。然而，据宣布，瑞典由于经济困难而取消了比赛，比赛将在另一个国家举行。俄羅斯的喀山计划将于2022年1月22日-1月28日举办2022世界特殊奥林匹克冬季运动会由於COVID-19 的 Delta 變體在全球範圍內傳播全球大流行以及出於對運動員、志願者、工作人員和球迷的健康和安全的充分考慮，在俄羅斯喀山舉行的特奧會世界冬季運動會已推遲至原定2023年1月21日-27日不如期舉行。國際特殊奧林匹克通知，指鑑於俄羅斯與烏克蘭烏俄戰爭局勢緊張持續不穩，對原定於明年1月假俄羅斯喀山舉行的「2022 特殊奧林匹克冬季世界比賽」的成效及參賽運動員的安全保障存疑。因此決定取消賽事。
德国柏林于2023年6月16日至25日承办下一届2023年世界夏季运动会。这将是德国首次举办世界特奥会。
意大利都靈于2025年3月8日至15日由2017年奧地利舉辦時隔了8年後的2021年瑞典及2022年俄羅斯兩個國家已取消舉辦，承办下一届2025年世界冬季运动会。这将是意大利次举办世界特奥会。

## 主办地区
| 世界特奥会主办地区 | 世界特奥会主办地区 | 世界特奥会主办地区       | 世界特奥会主办地区 | 世界特奥会主办地区                        | 世界特奥会主办地区 | 世界特奥会主办地区          | 世界特奥会主办地区 | 世界特奥会主办地区    |
| 时间（年）         | 夏季世界特奥会     | 夏季世界特奥会           | 夏季世界特奥会     | 夏季世界特奥会                            | 冬季世界特奥会     | 冬季世界特奥会              | 冬季世界特奥会     | 冬季世界特奥会        |
| 时间（年）         | 编号               | 主办地区                 | 日期               | 开幕式宣布者                              | 编号               | 主办地区                    | 日期               | 开幕式宣布者          |
| ------------------ | ------------------ | ------------------------ | ------------------ | ----------------------------------------- | ------------------ | --------------------------- | ------------------ | --------------------- |
| 1968               | 1                  | 美国芝加哥               | 7月20日-8月3日     | 尤妮丝·肯尼迪·史瑞佛名誉主席              |                    |                             |                    |                       |
| 1970               | 2                  | 美国芝加哥               | 8月13日-8月15日    |                                           |                    |                             |                    |                       |
| 1972               | 3                  | 美国洛杉矶               | 8月13日-8月18日    |                                           |                    |                             |                    |                       |
| 1975               | 4                  | 美国芒特普莱森特         | 8月8日-8月13日     |                                           |                    |                             |                    |                       |
| 1977               |                    |                          |                    |                                           | 1                  | 美国斯廷博特斯普林斯        | 2月5日-2月11日     |                       |
| 1979               | 5                  | 美国布鲁克波特           | 8月8日-8月13日     |                                           |                    |                             |                    |                       |
| 1981               |                    |                          |                    |                                           | 2                  | 美国Smugglers' Notch和Stowe | 3月8日-3月13日     |                       |
| 1983               | 6                  | 美国巴吞鲁日             | 7月12日-7月18日    |                                           |                    |                             |                    |                       |
| 1985               |                    |                          |                    |                                           | 3                  | 美国帕克城                  | 3月24日-3月29日    |                       |
| 1987               | 7                  | 美国Notre Dame和南本德   | 7月31日-8月1日     |                                           |                    |                             |                    |                       |
| 1989               |                    |                          |                    |                                           | 4                  | 美国太浩湖和雷诺            | 4月1日-4月8日      |                       |
| 1991               | 8                  | 美国明尼阿波利斯和圣保罗 | 7月19日-7月27日    |                                           |                    |                             |                    |                       |
| 1993               |                    |                          |                    |                                           | 5                  | 奥地利萨尔茨堡和施拉德明    | 3月20日-3月27日    | 托马斯·克莱斯蒂尔总统 |
| 1995               | 9                  | 美国纽黑文               | 7月1日-7月9日      | 比尔·克林顿总统                           |                    |                             |                    |                       |
| 1997               |                    |                          |                    |                                           | 6                  | 加拿大科灵伍德和多伦多      | 2月1日-2月8日      |                       |
| 1999               | 10                 | 美国教堂山、德罕和罗利   | 6月26日-7月4日     |                                           |                    |                             |                    |                       |
| 2001               |                    |                          |                    |                                           | 7                  | 美国安克拉治                | 3月4日-3月11日     |                       |
| 2003               | 11                 | 爱尔兰都柏林             | 6月21日-6月29日    | 玛丽·麦亚烈斯总统                         |                    |                             |                    |                       |
| 2005               |                    |                          |                    |                                           | 8                  | 日本长野                    | 2月26日-3月4日     | 小泉纯一郎首相        |
| 2007               | 12                 | 中国上海                 | 10月2日-10月11日   | 胡锦涛主席                                |                    |                             |                    |                       |
| 2009               |                    |                          |                    |                                           | 9                  | 美国博伊西(1)               | 2月6日-2月13日     | 贝拉克·奥巴马总统     |
| 2011               | 13                 | 希腊雅典                 | 6月25日-7月4日     | 卡罗洛斯·帕普利亚斯总统                   |                    |                             |                    |                       |
| 2013               |                    |                          |                    |                                           | 10                 | 韩国平昌                    | 1月29日-2月5日     | 李明博总统            |
| 2015               | 14                 | 美国洛杉矶               | 7月25日-8月2日     | 米歇尔·奥巴马第一夫人                     |                    |                             |                    |                       |
| 2017               |                    |                          |                    |                                           | 11                 | 奥地利格拉茨和施拉德明      | 3月14日-3月25日    | 亚历山大·范德贝伦总统 |
| 2019               | 15                 | 阿联酋阿布扎比           | 3月14日-3月21日    | 穆罕默德·本·扎耶德·阿勒纳哈扬阿布扎比王储 |                    |                             |                    |                       |
| 2022               |                    |                          |                    |                                           | -                  | 俄羅斯喀山                  | 取消               |                       |
| 2023               | 16                 | 德国柏林                 | 6月17日-6月25日    |                                           |                    |                             |                    |                       |
| 2025               |                    |                          |                    |                                           | 12                 | 意大利都靈                  | 3月8日-3月15日     |                       |
| 2027               | 17                 | 智利聖地牙哥             |                    |                                           |                    |                             |                    |                       |
| 2029               |                    |                          |                    |                                           | 13                 | 瑞士格勞邦登州與蘇黎世      | 3月6日-3月17日     |                       |
| 2031               | 18                 | 未定                     |                    |                                           |                    |                             |                    |                       |

## 官方夏季运动
见脚注 
- 田径
- 羽毛球
- 篮球
- 滚球
- 保龄球
- 自行车
- 马术
- 橄榄球
- 高尔夫
- 体操
- 手球
- 柔道
- 空手道
- 跆拳道
- 拳擊
- 擊劍
- 举重
- 溜冰
- 航行
- 垒球
- 游泳
- 乒乓球
- 网球
- 排球

## 官方冬季运动
见脚注 
- 高山滑雪
- 越野滑雪
- 地板球
- 地板曲棍球
- 短道速滑
- 单板滑雪
- 雪鞋行走
- 速度滑冰
- 花样滑冰

## 公认的运动
- 板球
- 皮划艇

## 示范体育运动
- 射击

## 区域比赛

### 亚太运动会
2013年，澳大利亚举办了首届亚太特殊奥林匹克运动会。 

## 外部連結
- 官方网站（页面存档备份，存于）